# 二十一歳の父
『二十一歳の父』（にじゅういっさいのちち）は、曽野綾子の小説作品、及びそれを原作とした映画・ドラマ化作品である。初出は雑誌『小説新潮』（1963年2月）。

## 映画
1964年3月29日公開。松竹配給。

### キャスト
- 酒匂彰 - 山形勲
- 酒匂延子 - 風見章子
- 酒匂市郎 - 高橋幸治
- 酒匂増子 - 岩崎加根子
- 酒匂基次 - 山本圭
- 酒匂好子 - 倍賞千恵子
- 越源一郎 - 宮口精二
- 越正子 - 中村雅子
- 越屋寿子 - 稲野和子
- 越秋穂 - 勝呂誉
- 岩間恭子 - 鰐淵晴子
- 岩間母 - 高峰三枝子

### スタッフ
- 監督・脚色 - 中村登
- 製作 - 深沢猛
- 撮影 - 成島東一郎
- 音楽 - 武満徹
- 美術 - 佐藤公信
- 編集 - 浦岡敬一
- 録音 - 田中俊夫
- スクリプター - 堺謙一
- 照明 - 田村晃雄

## テレビドラマ

### 1974年版
1974年10月28日から12月27日までTBS「花王 愛の劇場」枠にて放送。全45回。
キャスト
- 木村好子：島かおり
- 酒匂基次：大和田獏
- 津島恵子
- 山内明

スタッフ
- 原作：曽野綾子「二十一歳の父」
- 音楽：渡辺岳夫
- 監督：三輪彰
- 製作：東京映画
- 主題歌：青山和子「愛の道しるべ」（作詞：古野哲哉、作曲：渡辺岳夫、編曲：松山祐士）

| TBS 花王 愛の劇場                  | TBS 花王 愛の劇場                        | TBS 花王 愛の劇場                     |
| 前番組                             | 番組名                                   | 次番組                                |
| ---------------------------------- | ---------------------------------------- | ------------------------------------- |
| 真珠夫人 （1974.9.2 - 1974.10.25） | 二十一歳の父 （1974.10.28 - 1974.12.27） | しろがね心中 （1975.1.6 - 1975.2.28） |

### 1977年版
「昭和の青春シリーズ4・早春の光」のタイトルで、1977年3月7日から3月25日までNHK総合テレビジョン「銀河テレビ小説」にて放送。全15回。
キャスト
- 長門裕之
- 南風洋子
- 清水章吾
- 新藤恵美
- 重田尚彦
- 下塚誠
- 吉沢京子
- 高橋昌也

スタッフ
- 原作：曽野綾子「二十一歳の父」
- 脚本：山田正弘
- 演出：松沢健、安江泰雅
- 主題歌：ビートルズ「イエスタデイ」

| NHK総合テレビジョン 銀河テレビ小説                     | NHK総合テレビジョン 銀河テレビ小説                     | NHK総合テレビジョン 銀河テレビ小説 |
| 前番組                                                 | 番組名                                                 | 次番組                             |
| ------------------------------------------------------ | ------------------------------------------------------ | ---------------------------------- |
| 昭和の青春シリーズ3・春の谷間 （1977.2.14 - 1977.3.4） | 昭和の青春シリーズ4・早春の光 （1977.3.7 - 1977.3.25） | わらの女 （1977.4.4 - 1977.4.29）  |